# Ludwig Döderlein
Ludwig Heinrich Philipp Döderlein, född 3 mars 1855 i Bergzabern, död 23 april 1936 i München, var en tysk zoolog.
Döderlein var fram till 1919 professor i zoologi i Strassburg och sedan konservator vid bayerska statssamlingarna i München. Han utgav, förutom en rad systematiska arbeten, bland annat över olika grupper av tagghudingar, insamlade av skilda expeditioner, även biologiska och utvecklingshistoriska arbeten. Bland de senare märks Betrachtungen über die Entwicklung der Nahrungsaufnahme der Wirbeltiere (1921).